# Periscepsia zarema
Periscepsia zarema là một loài ruồi trong họ Tachinidae.